# Bill Willis

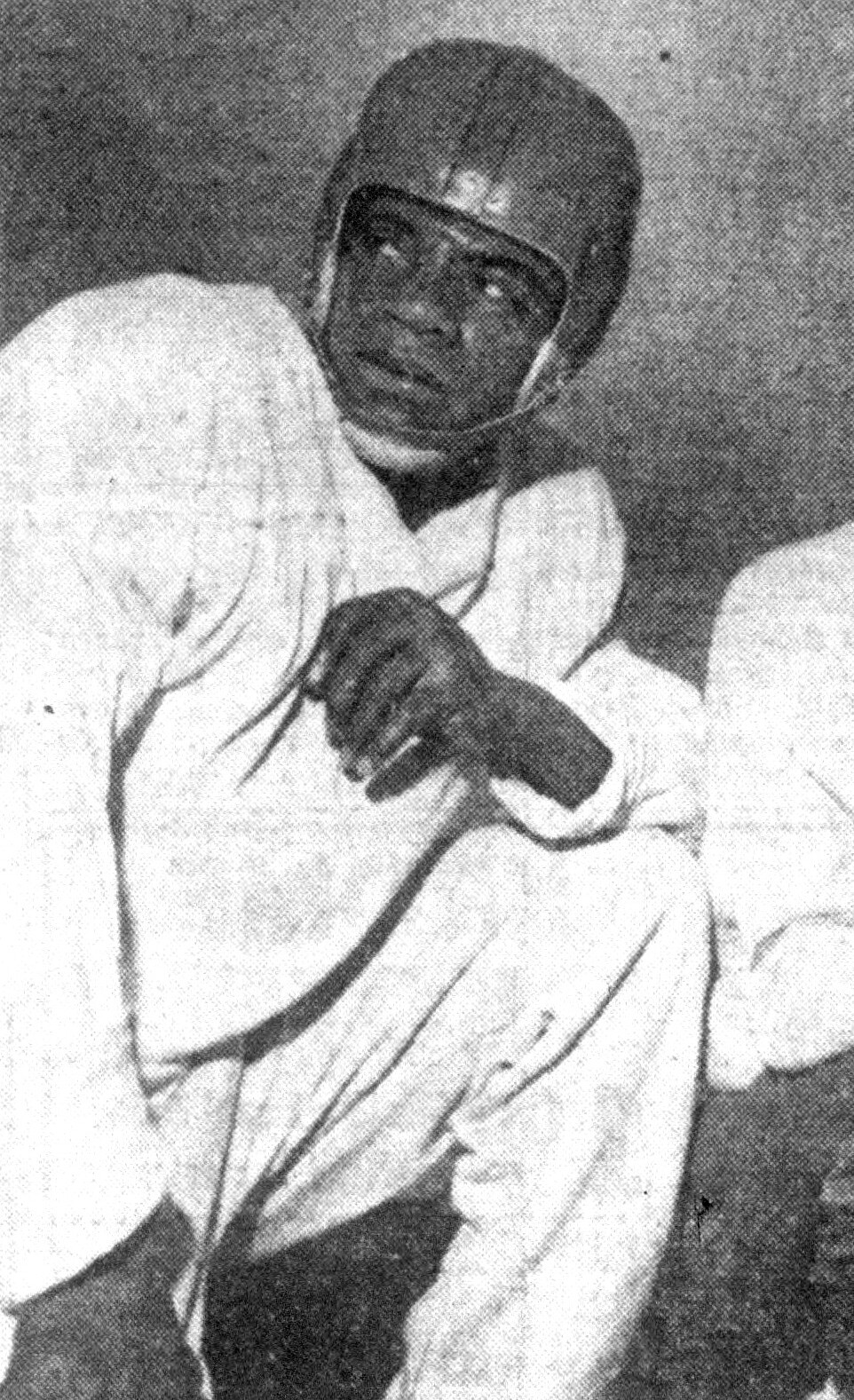
Bill Willis en 1951.

William Karnet Willis (Columbus, Ohio, 5 de octubre de 1921 – Columbus, Ohio, 27 de noviembre de 2007), más conocido como Bill Willis, fue un jugador profesional estadounidense de fútbol americano que se desempeñó en la posición de middle guard en la National Football League (NFL). Es miembro del Salón de la Fama del Fútbol Americano Profesional.

## Carrera
Willis jugó como profesional ocho temporadas en Cleveland Browns (1946-1953), equipo en el que se retiró.

## Reconocimiento
El 30 de julio de 1977, ingresó como miembro al Salón de la Fama del Fútbol Americano Profesional.